# Ferdi Kadıoğlu
Ferdi Erenay Kadıoğlu (Arnhem, Países Bajos, 7 de octubre de 1999) es un futbolista turco que juega en la demarcación de centrocampista para el Brighton & Hove Albion F. C. de la Premier League.

## Trayectoria
Tras empezar a formarse como futbolista con las filas inferiores del NEC Nimega durante ocho años, finalmente en 2016 ascendió al primer equipo. Hizo su debut el 28 de agosto de 2016 en un partido de la Eredivisie contra el AZ Alkmaar, partido que perdió por 2-0. Jugó en el club durante dos temporadas, hasta que el 14 de julio de 2018 fichó por el Fenerbahçe S. K. turco. No debutó con el club hasta el 20 de diciembre en un partido de la Copa de Turquía contra el Giresunspor. En total disputó más de 200 partidos y ganó la Copa de Turquía 2022-23 antes de ser traspasado al Brighton & Hove Albion F. C. en agosto de 2024.

## Selección nacional
Nació en los Países Bajos, de padre turco y madre neerlandesa nacida en Canadá. Por lo tanto era elegible para elegir a cualquiera de las selecciones de Turquía, los Países Bajos y Canadá. Ha sido internacional con los Países Bajos en las categorías sub-16, sub-17, sub-18, sub-19 y sub-21. En marzo de 2021 fue convocado para participar en la Eurocopa Sub-21 de 2021 con los Países Bajos.
El 3 de enero de 2022 el Fenerbahçe S. K. anunció que había elegido representar a la selección de Turquía. Debutó el 4 de junio del mismo año en un encuentro de la Liga de Naciones de la UEFA 2022-23 ante Islas Feroe que ganaron por cuatro a cero.

### Participaciones en Eurocopas
| Copa          | Sede     | Resultado        | Partidos | Goles |
| ------------- | -------- | ---------------- | -------- | ----- |
| Eurocopa 2024 | Alemania | Cuartos de final | 5        | 0     |

## Clubes
| Club                         | País         | Año       | Partidos | Goles |
| ---------------------------- | ------------ | --------- | -------- | ----- |
| NEC Nimega                   | Países Bajos | 2016-2018 | 70       | 12    |
| Fenerbahçe S. K.             | Turquía      | 2018-2024 | 204      | 18    |
| Brighton & Hove Albion F. C. | Inglaterra   | 2024-     | 8        | 2     |

## Palmarés

### Títulos nacionales
| Título          | Club             | País    | Año  |
| --------------- | ---------------- | ------- | ---- |
| Copa de Turquía | Fenerbahçe S. K. | Turquía | 2023 |